# Надежда (баскетбольный клуб)
«Надежда» — российский женский баскетбольный клуб из Оренбурга. Представляет Оренбургскую область в профессиональных женских баскетбольных соревнованиях в России и международных соревнованиях. Основан в 1994 году. Четырехкратный серебряный призёр чемпионата России (2014—2016, 2025), восьмикратный бронзовый призёр чемпионата России (2010—2013, 2017—2020). Обладатель Кубка России по баскетболу среди женских команд (2021), трёхкратный серебряный призёр Кубка России (2011, 2012, 2014), шестикратный бронзовый призёр Кубка России (2010, 2015, 2016, 2017, 2019, 2020). Победитель Кубка Европы ФИБА (2019). Финалист Кубка Европы (2010). Участник Финала восьми Евролиги (2014). Финалист Евролиги (2015—2016).

## История
Клуб был основан в 1994 году и начал выступление в Первой лиге чемпионата России. С 1996 годы оренбургская команда играла в дивизионе «Б» Высшей лиги, а с 1998 — в дивизионе «А». В 2000 году оренбургская «Надежда» вошла в элиту российского баскетбола и стала участником чемпионата Суперлиги.
В дебютном сезоне 2000/2001 «Надежда» заняла 12 место (6 место в дивизионн «Восток») в чемпионате России и 13 место в Суперлиге. В сезоне 2001/2002 команда закончила первый этап на 4 месте в Дивизионе «Восток» и вышли в плей-офф с 8 места. В четвертьфинале «Надежда» дважды уступила будущему чемпиону УГМК.
Сезон 2002/2003 «Надежда» закончила на 8-м месте 2 этап чемпионата и вновь уступила в первом раунде плей-офф чемпионата России. Попадание в шестерку лучших команд означало право выступать в Кубке ФИБА-Европа. Дублирующий состав «Надежда-2» стал серебряным призером Первенства России. Студенческая команда «Надежда» — УОР" стал бронзовым призером Студенческой Баскетбольной Лиги России. Юниорская команда 1987 года рождения заняла шестое место в Первенстве России. Юниорская команда 1990/1991 годов рождения стала победителем всероссийского турнира «Начало века».
В сезоне 2003/2004 «Надежда» заняла 6 место в чемпионате и уступила в первом раунде плей-офф новосибирской «Динамо-Энергии».
«Надежда» заняла 4 место в чемпионате Суперлиги России сезона 2004/2005, но проиграла в первом раунде плей-офф подмосковному «Спартаку». В Кубке России оренбургская команда заняла 4 место Желто-бордовые вошли в шестерку лучших клубов Кубка ФИБА-Европа. В августе 2005 года на базе «Надежды» была сформирована сборная России для выступления во Всемирных студенческих играх в турецком Измире.
В сезоне 2005/2006 «Надежда» заняла 5 место в Суперлиге и чемпионате России, вновь уступила в первом раунде плей-офф «Спартаку» из Видного и вошла в шестерку лучших клубов Кубка ФИБА-Европа.
«Надежда» заняла 5 место в Суперлиге «А» в сезоне 2006/2007, вслед за «большой четверткой» сильнейших команд России — ЦСКА (Самара), подмосковный «Спартак», «Динамо» (Москва) и УГМК (Екатеринбург). В плей-офф желто-бордовые уступили в трех матчах УГМК и по итогам чемпионата России расположились на 6 месте. В Кубке Европы оренбургская команда повторила прошлогодний результат и вошла в шестерку.
В сезоне 2007/2008 оренбургские баскетболистки заняли 7 место в Суперлиге, а в плей-офф уступили вице-чемпиону ЦСКА и финишировали на6 строчке в чемпионате России. В Кубке ФИБА «Надежда» остановилась на стадии 1/8 финала, уступив будущему победителю турнира — итальянской команде «Беретта Фамила» из Скио.
«Надежда» финишировала на 4 месте в Суперлиге сезона 2008/2009, в плей-офф уступила в трех матчах московскому «Динамо» и закончила чемпионат России на 5 месте. В этом сезоне «Надежда» впервые в своей истории участвовала в Евролиге. В своей группе желто-бордовые выиграли 2 из 10 матчей у французского «Буржа» и будущего победителя турнира испанской «Халкон Авенида» из Саламанки, но эти победы не позволили оренбургским баскетболисткам выйти в следующий этап.
В сезоне 2009/2010 «Надежда» завершила чемпионат на 3 месте и впервые в истории преодолела первый раунд плей-офф, но во втором уступила будущему чемпиону УГМК. По итогам сезона команда под руководством Владимира Колоскова завоевала бронзовые медали чемпионата России. В Кубке Европы оренбургская команда дошла до финала, где уступила греческому «Сони Афинаикосу» (57:65, 57:53).
Оренбургские баскетболистки завоевали серебряные медали Кубка России и стали бронзовыми призёрами чемпионата России 2010/11 и первые в истории попадали в ТОП-16 Евролиги.
В сезоне 2011/2012 «Надежда» завоевал бронзовые медали чемпионата России и серебряные медали Кубка России. Сезон стал самым успешным в Евролиге — лишь одной победы не хватило нашим баскетболисткам для попадания в «Финал восьми». «Надежда-2» впервые в истории завоевала серебряные медали молодежного чемпионата России. В олимпийскую сборную России вошли 4 представителя оренбургского клуба — главный тренер Александр Ковалев, тренер по аналитической работе Денис Кандалов и два игрока — атакующий защитник Алена Данилочкина и легкий форвард Наталья Жедик.
Оренбургская команда заняла 3 место в чемпионате России 2012/2013 команда заняла 3 место.
В сезоне 2013/2014 «Надежда» в первые в своей истории завоевала серебряные медали уступив в финале Екатеринбургскому клубу УГМК.
Оренбургская команда повторила серебряный успех в сезоне 2014/15. Победителями финальной серии вновь стали баскетболистки УГМК (3-1).
В юбилейном 25-м чемпионате России сезона 2015/16 «Надежда» завоевала серебряные медали «Премьер-Лиги России по баскетболу среди женщин». «Надежда» впервые в истории клуба дошла до финала женской Евролиги, где уступила екатеринбургскому УГМК. В рейтинге европейских клубов оренбурженки стали по итогам сезона третьими. В топе лучших команд Старого Света «Надежду» опередили курское «Динамо» и екатеринбургский УГМК.
В сезоне 2016/2017 несмотря на серьезные кадровые потери, «Надежда» вновь завершила сезон с медалями. Оренбургская команда стала бронзовым призером чемпионата страны и Кубка России. В Евролиге желто-бордовые не сумели пробиться в «Финал четырех». В четвертьфинальной серии турнира с «Прагой» команда лишилась двух ключевых игроков, что в итоге сказалось на конечном результате.
В сезоне 2017/2018 команда завоевала бронзовые медали чемпионата России, но в Кубке России команду постигла неудача, впервые за последние годы оставшись без медалей. В Евролиге, на групповом этапе, заняли 5 место и попали в 1/4 Кубка ФИБА Европа на испанскую «Авениду», которая выиграла обе встречи.
В сезоне 2018/2019 «Надежда» завоевала бронзу Кубка России по баскетболу среди женских команд и бронзу чемпионата России, и впервые за 25-летнюю историю клуба команда завоевала вторую по значимости награду в европейском клубном баскетболе — Кубок ФИБА Европа, обыграв в финале по сумме двух матчей французский клуб «Монпелье».
Сезоне 2019/20 не был завершен в связи с пандемией COVID-19, из-за чего «Надежда» не смогла принять участие в решающих матчах плей-офф Чемпионата России и Евролиги. По итогам регулярного Чемпионата России оренбурженкам были присуждены бронзовые медали. В Кубке России 2020 желто-бордовые выиграли 4 из 4 матчей и впервые стали обладателями трофея.
В сезоне 2020/21 «Надежда» впервые в своей истории стала обладателем Кубка России, переиграв курское «Динамо» в финальном матче. Однако в регулярном Чемпионате России наша команда впервые за последние годы остановилась в шаге от медалей.
В Евролиге на групповом этапе оренбургская команда набрала одинаковое количество очков с курским «Динамо», но по количество набранных и пропущенных мячей заняла 3 место в группе, и не продолжила борьбу в главном турнире Старого Света.
Фарм-команда «Надежды» завоевала серебряные медали Суперлиги 2.
Сезон 2021/2022 для «Надежды» выдался не простым. Уже на старте сезона, команду покинул главный тренер Эрик Сурис по семейным обстоятельствам. Позднее новый приглашенный тренер Момир Тасич также покинул команду по обоюдному соглашению сторон. После этого команду возглавлял Давид Муньос, который вместе с тремя легионерами покинул команду в связи с нестабильной ситуацией в мире. На завершающей стадии Чемпионата, обязанности главного тренера исполнял Евгений Иванов. «Надежда» завершила сезон на 5 месте, победив в серии 2:1 «Спарту энд К» (Видное).
Фарм-команда «Надежды» осталась в шаге от медалей.
В «Надежде» выстроена многоуровневая система, при которой игроки проходят путь от команды спортивной школы олимпийского резерва до команды мастеров.
«Надежда» имеет юниорскую команду, выступающую в Первенстве Детско-Юношеской Баскетбольной Лиги, и молодежную команду в Суперлиге 2.
Игроки «Надежды» регулярно вызываются в расположение национальной сборной России и сборных российского резерва (кадетскую, юниорскую и молодежную).
Все российские игроки основной команды «Надежды» являются кандидатами в расширенный список национальной сборной России.

## Достижения
- Победитель Кубка России: 2021

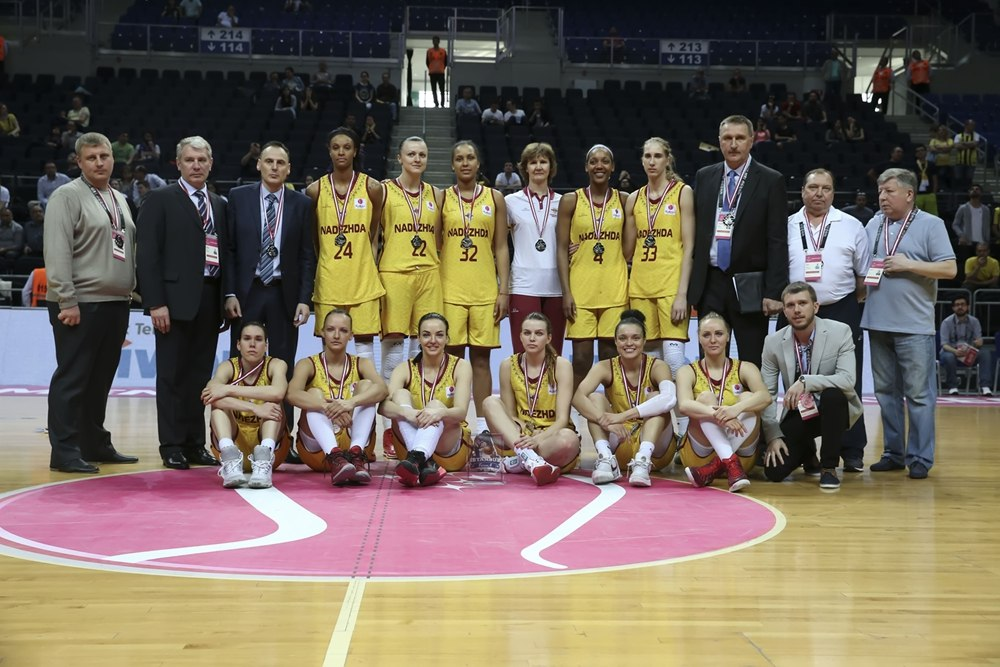
Состав Профессионального Баскетбольного Клуба «Надежда» (Оренбург)

- Финалист Кубка России: 2011, 2012, 2014
- Серебряный призёр чемпионата России: 2014, 2015, 2016
- Бронзовый призёр чемпионата России: 2010, 2011, 2012, 2013, 2017, 2017/18, 2018/19, 2019/20
- Финалист Суперкубка России: 2021
- Победитель Кубка Европы ФИБА: 2019
- Финалист Суперкубка Европы ФИБА: 2019
- Финалист Кубка Европы ФИБА: 2010
- Серебряный призёр сезона 2015/2016 Евролига ФИБА

### Состав команды
| \| Поз. \| № \| Гражд. \| Имя \| Дата рождения (возраст) \| Рост \| Вес \| Звание \| \| ---- \| -- \| ------ \| ------------------ \| ------------------------- \| ------ \| ----- \| ------ \| \| ТФ \| 1 \| \| Крыжановская Мария \| 7 апреля 1999 (26 лет) \| 183 см \| 75 кг \| \| \| АЗ \| 3 \| \| Жедик Наталья \| 11 июля 1988 (37 лет) \| 184 см \| 76 кг \| \| \| РЗ \| 4 \| \| Эшли Беверли-Келли \| 18 октября 1993 (31 год) \| 168 см \| 62 кг \| \| \| ЛФ \| 13 \| \| Тохташ Светлана \| 17 марта 1992 (33 года) \| 188 см \| 72 кг \| \| \| АЗ \| 19 \| \| Намок Дарья \| 14 февраля 1993 (32 года) \| 180 см \| 66 кг \| \| \| ТФ \| 21 \| \| Зоткина Анастасия \| 7 мая 1999 (26 лет) \| 190 см \| 83 кг \| \| \| РЗ \| 22 \| \| Комарова Елизавета \| 1 февраля 1995 (30 лет) \| 174 см \| 63 кг \| \| \| РЗ \| 27 \| \| Афанасенко Ксения \| 27 июля 2001 (23 года) \| 167 см \| 49 кг \| \| \| ТФ \| 42 \| \| Полуянова Юлия \| 8 июля 1992 (33 года) \| 167 см \| 49 кг \| \| \| Ц \| 52 \| \| Томпсон Юник \| 27 июля 1999 (25 лет) \| 190 см \| 95 кг \| \| \| Ц \| 72 \| \| Матросова Надежда \| 2 июля 1993 (32 года) \| 185 см \| 90 кг \| \| \| ЛФ \| 79 \| \| Игнатова Дарья \| 23 июня 2000 (25 лет) \| 184 см \| 70 кг \| \| \| ЛФ \| 89 \| \| Аникина Дарья \| 22 февраля 2002 (23 года) \| 185 см \| 72 кг \| \| \| ЛФ \| 91 \| \| Медведева Виктория \| 25 апреля 1991 (34 года) \| 184 см \| 77 кг \| \| | Главный тренер - Евгений Иванов Ассистенты тренера - Чернявский Захар Легенда - (К) — Капитан команды Последнее изменение: 13 ноября 2024 года |             |                    |                           |        |       |        |
| Поз. | № | Гражд.      | Имя                | Дата рождения (возраст)   | Рост   | Вес   | Звание |
| ТФ | 1 | Беларусь    | Крыжановская Мария | 7 апреля 1999 (26 лет)    | 183 см | 75 кг |        |
| АЗ | 3 | Флаг России | Жедик Наталья      | 11 июля 1988 (37 лет)     | 184 см | 76 кг |        |
| РЗ | 4 | Флаг США    | Эшли Беверли-Келли | 18 октября 1993 (31 год)  | 168 см | 62 кг |        |
| ЛФ | 13 | Флаг России | Тохташ Светлана    | 17 марта 1992 (33 года)   | 188 см | 72 кг |        |
| АЗ | 19 | Флаг России | Намок Дарья        | 14 февраля 1993 (32 года) | 180 см | 66 кг |        |
| ТФ | 21 | Флаг России | Зоткина Анастасия  | 7 мая 1999 (26 лет)       | 190 см | 83 кг |        |
| РЗ | 22 | Флаг России | Комарова Елизавета | 1 февраля 1995 (30 лет)   | 174 см | 63 кг |        |
| РЗ | 27 | Флаг России | Афанасенко Ксения  | 27 июля 2001 (23 года)    | 167 см | 49 кг |        |
| ТФ | 42 | Флаг России | Полуянова Юлия     | 8 июля 1992 (33 года)     | 167 см | 49 кг |        |
| Ц | 52 | Флаг США    | Томпсон Юник       | 27 июля 1999 (25 лет)     | 190 см | 95 кг |        |
| Ц | 72 | Флаг России | Матросова Надежда  | 2 июля 1993 (32 года)     | 185 см | 90 кг |        |
| ЛФ | 79 | Флаг России | Игнатова Дарья     | 23 июня 2000 (25 лет)     | 184 см | 70 кг |        |
| ЛФ | 89 | Флаг России | Аникина Дарья      | 22 февраля 2002 (23 года) | 185 см | 72 кг |        |
| ЛФ | 91 | Флаг России | Медведева Виктория | 25 апреля 1991 (34 года)  | 184 см | 77 кг |        |

## Тренерский штаб
- Главный тренер —  Иванов Евгений
- Тренер —  Чернявский Захар
- Тренер -🇧🇾 Милашевский Владислав

## Менеджмент клуба
- Трофимов Юрий Вячеславович (директор)
- Ценаев Леонид Борисович (заместитель директора)

## Известные баскетболистки клуба
- Ребекка Брансон
- /Бекки Хаммон
- Тина Чарльз
- Кэтрин Дуглас
- Анастасия Веремеенко
- Екатерина Снытина
- Елена Данилочкина
- Оксана Закалюжная
- Темика Джонсон
- Деванна Боннер
- Макбрайд Кайла
- Робинсон Анжелика
- Анна Крус
- Кьяра Линскенс